# 王老虎抢亲 (越剧)
王老虎抢亲，越剧古装戏，源自弹词《三笑》。

## 情节简介
周文宾爱上兵部尚书之女王秀英，托人说媒遭拒。王秀英的哥哥王天豹，外号“王老虎”，平时横行霸道，在灯会之际误将男扮女装的周文宾劫入府内，王天豹把周文宾送入王秀英房中，两人相恋并结为夫妇。

## 概述
该剧在越剧男班时期即有演出。1958年，红枫重新编剧。1958年2月1日，该剧首演，导演李卓云，毕春芳饰周文宾、戚雅仙饰王秀英、潘笑笑饰王天豹、陈金莲饰祝枝山。1962年，香港长城电影公司将此剧拍摄为越剧电影。